# 唐孝炎
唐孝炎（1932年10月16日—2025年6月11日），女，生于上海，原籍江苏太仓县，中国环境工程科学家。1954年毕业于北京大学化学系。曾任北京大学环境科学系教授。1972年起开创了中国大气环境化学领域的系统研究和教学工作。1995年当选中国工程院院士，2022年7月獲中国化学会环境化学专业委员会頒發「环境化学终身成就奖」，2025年6月11日16时在北京病逝。

## 研究成果
- 她在中国首次设计组织了光化学烟雾大规模综合观测研究，证实光化学烟雾在中国存在并发现不同于国外的成因，由此制定的防治措施，使兰州夏季严重的光化学污染得到显著缓解。
- 在酸雨输送成因和致酸氧化剂方面取得的成果，为确定中国酸雨研究和防治方向起了主导作用。
- 针对中国城市大气污染的特点，深入研究大气细颗粒物的来源、形成及对城市大气污染的作用。
- 主持编写的《中国消耗臭氧层物质逐步淘汰国家方案》获得国际组织的好评。

## 奖项
- 国家科技进步一等奖、二等奖
- “何梁何利”科学技术进步奖
- 国家环保总局臭氧层保护个人特别金奖
- 美国国家环境保护局平流层臭氧保护奖
- 联合国环境署和世界气象组织《维也纳公约》20周年纪念奖